# Mało zdolna szansonistka
Mało zdolna szansonistka – drugi album Renaty Przemyk, wydany w 1992. Album wydało MJM Music PL.

## Lista utworów
1. "SchizoRenia" – 3:16
2. "Moja moc" – 4:58
3. "Co to będzie" – 3:36
4. "Szmaciana" – 2:38
5. "Mało zdolna szansonistka" – 3:25
6. "Koniec" – 2:16
7. "Problemów nigdy nie mam bo" – 2:32
8. "Kiedy jak nie teraz" – 4:09
9. "Przegwizdane" – 5:08
10. "Mały poeto jestem kobietą" – 3:22
11. "Nie ty to ktoś" – 3:15

## Muzycy
- Renata Przemyk – śpiew
- Zbigniew Gondek – saksofon
- Piotr Królik – perkusja
- Tomasz Kupiec – kontrabas
- Janusz Mus – akordeon, piano, puzon